# Nuoto ai campionati mondiali di nuoto 2017 - 1500 metri stile libero femminili
La gara di nuoto dei 1500 metri stile libero femminili dei campionati mondiali di nuoto 2017 è stata disputata il 24 luglio e il 25 luglio presso la Duna Aréna di Budapest. Vi hanno preso parte 22 atlete provenienti da 18 nazioni.
La competizione è stata vinta dalla nuotatrice statunitense Katie Ledecky, mentre l'argento e il bronzo sono andati rispettivamente alla spagnola Mireia Belmonte García e all'italiana Simona Quadarella.

## Medaglie
| Posizione | Atleta                 | Nazionalità |
| --------- | ---------------------- | ----------- |
| Oro       | Katie Ledecky          | Stati Uniti |
| Argento   | Mireia Belmonte García | Spagna      |
| Bronzo    | Simona Quadarella      | Italia      |

## Programma
| Data           | Ora (UTC+2) | Turno    |
| -------------- | ----------- | -------- |
| 24 luglio 2017 | 10:48       | Batterie |
| 25 luglio 2017 | 17:40       | Finale   |

## Record
Prima della manifestazione il record del mondo e il record dei campionati erano i seguenti.
| Record mondiale       | 15'25"48 | Katie Ledecky Stati Uniti | 4 agosto 2015 Kazan', Russia |
| Record dei campionati | 15'25"48 | Katie Ledecky Stati Uniti | 4 agosto 2015 Kazan', Russia |

Nel corso della competizione non sono stati migliorati.

## Risultati

### Batterie
| Posizione | Batteria | Corsia | Atleta                        | Nazionalità   | Tempo    | Note |
| --------- | -------- | ------ | ----------------------------- | ------------- | -------- | ---- |
| 1         | 3        | 4      | Katie Ledecky                 | Stati Uniti   | 15'47"54 | Q    |
| 2         | 3        | 5      | Mireia Belmonte García        | Spagna        | 16'05"37 | Q    |
| 3         | 2        | 6      | Hou Yawen                     | Cina          | 16'05"87 | Q    |
| 4         | 2        | 5      | Simona Quadarella             | Italia        | 16'07"08 | Q    |
| 5         | 2        | 4      | Boglárka Kapás                | Ungheria      | 16'09"60 | Q    |
| 6         | 3        | 6      | Kristel Köbrich               | Cile          | 16'17"28 | Q    |
| 7         | 3        | 1      | Julia Hassler                 | Liechtenstein | 16'19"16 | Q    |
| 8         | 2        | 3      | Ajna Késely                   | Ungheria      | 16'20"98 | Q    |
| 9         | 3        | 2      | Jimena Pérez                  | Spagna        | 16'21"45 |      |
| 10        | 3        | 7      | Tamila Holub                  | Portogallo    | 16'24"05 |      |
| 11        | 3        | 8      | Emma Robinson                 | Nuova Zelanda | 16'25"78 |      |
| 12        | 2        | 7      | Celine Rieder                 | Germania      | 16'25"99 |      |
| 13        | 2        | 1      | Gaja Natlačen                 | Slovenia      | 16'32"45 |      |
| 14        | 2        | 8      | Olivia Anderson               | Canada        | 16'34"50 |      |
| 15        | 3        | 3      | Tjaša Oder                    | Slovenia      | 16'34"86 |      |
| 16        | 2        | 2      | Chen Yejie                    | Cina          | 16'53"74 |      |
| 17        | 2        | 0      | María Alejandra Bramont-Arias | Perù          | 17'01"85 |      |
| 18        | 3        | 0      | Martina Elhenická             | Rep. Ceca     | 17'04"63 |      |
| 19        | 1        | 3      | Alicia Mancilla               | Guatemala     | 17'15"04 |      |
| 20        | 1        | 5      | Ho Nam Wai                    | Hong Kong     | 17'17"64 |      |
| 21        | 1        | 4      | Samantha Caitlin Randle       | Sudafrica     | 17'22"42 |      |
| 22        | 3        | 9      | Souad Nefissa Cherouati       | Algeria       | 17'25"00 |      |

### Finale
| Posizione | Corsia | Atleta                 | Nazionalità   | Tempo    | Note |
| --------- | ------ | ---------------------- | ------------- | -------- | ---- |
|           | 4      | Katie Ledecky          | Stati Uniti   | 15'31"82 |      |
|           | 5      | Mireia Belmonte García | Spagna        | 15'50"89 | RN   |
|           | 6      | Simona Quadarella      | Italia        | 15'53"86 |      |
| 4         | 2      | Boglárka Kapás         | Ungheria      | 16'06"27 |      |
| 5         | 3      | Hou Yawen              | Cina          | 16'08"10 |      |
| 6         | 7      | Kristel Köbrich        | Cile          | 16'13"46 |      |
| 7         | 1      | Julia Hassler          | Liechtenstein | 16'14"86 |      |
| 8         | 8      | Ajna Késely            | Ungheria      | 16'22"87 |      |